# Takashi Shimizu (sculpteur)
Pour les articles homonymes, voir Shimizu.
Pour le réalisateur, voir Takashi Shimizu.
Takashi Shimizu (Haramura, Naganoken, 27 juillet 1897 - 5 mai 1981) est un sculpteur et peintre japonais.

## Biographie
Shimizu apprend à peindre en autodidacte et présente ses premières œuvres à l'Exposition Nokaten dès 1919. Il décide de partir pour Paris en 1923 et il s'inscrit à l'académie de la Grande Chaumière, qu'il ne quitte qu'en 1928. Là il se forme à la sculpture auprès du sculpteur Antoine Bourdelle et côtoie d'autres élèves de Bourdelle, comme Otto Banninger, Alberto Giacometti, Athanase Apartis, ou encore Jeanne Bergson. À Montparnasse, il rencontre aussi le sculpteur Ossip Zadkine et Foujita. Shimizu est proche de Bourdelle et aussi présent dans son atelier, impasse du Maine à Montparnasse. En 1924, il habite au 14, cité Falguière, dans le 15e arrondissement à Paris et expose des peintures et des sculptures au Salon des Tuileries de 1924 à 1928, ainsi qu'au Salon d'Automne en 1924, au Salon des Indépendants et à l'exposition du Cercle japonais de 1926 à 1928. 
À son retour au Japon en 1928, il enseigne la sculpture à l'Université des beaux-arts de Musashino où il a de nombreux élèves dont Kwon Jinkyu (1922-1973) et Bukichi Inoue (1930-1997).
Il joue un rôle important dans la vie culturelle japonaise, il est décoré de l'Ordre de la culture et du Trésor sacré. Il est membre de l'Académie japonaise des arts et remporte le Prix du Ministère de l’Éducation japonais pour la promotion des arts en 1952.  
En 1978, il donne de nombreuses œuvres à sa ville natale d'Haramura, qui sont depuis 1980 conservées au Yatsugatake Art Museum (préfecture de Nagano).